# Romanogobio pentatrichus
Romanogobio pentatrichus är en fiskart som beskrevs av Naseka och Bogutskaya, 1998. Romanogobio pentatrichus ingår i släktet Romanogobio och familjen karpfiskar. IUCN kategoriserar arten globalt som livskraftig. Inga underarter finns listade i Catalogue of Life.